# Edgar Jung
Edgar Julius Jung (Ludwigshafen, 6 de marzo de 1894-Berlín, 1 de julio de 1934) fue un abogado alemán nacido en el reino de Baviera. Empleaba el seudónimo Tyll. Fue un líder del movimiento revolucionario conservador en Alemania que se opuso no sólo a la República de Weimar, cuyo sistema parlamentario consideraba decadente e impuesto por el extranjero, sino también al nazismo. Fue asesinado en la purga de la Noche de los Cuchillos Largos de 1934.

## Carrera
Al comienzo de la Primera Guerra Mundial, Jung se alistó voluntariamente al ejército imperial y alcanzó el rango de teniente. Después de la guerra, participó en la represión de la República Soviética de Baviera en la primavera de 1919 y en la resistencia contra la ocupación francesa del Palatinado, durante la cual participó en el asesinato de Franz Josef Heinz. Expulsado por las autoridades francesas, se trasladó a Múnich, donde abrió un bufete de abogados en 1925 y moderó ligeramente su activismo político.
Al igual que Carl Schmitt, Jung estaba convencido de que el colapso del parlamentarismo liberal era inevitable debido a la creciente inestabilidad de la Alemania de Weimar. Consideraba que el país estaba al borde de una revuelta revolucionaria que podría tratarse de una "Revolución Roja" apoyada por la Unión Soviética o una "Revolución Marrón" ejecutada por el Partido Nacionalsocialista. Jung afirmó que "el judío" se había puesto del lado de la Ilustración y el individualismo desde el comienzo del debate sobre la emancipación "para socavar la construcción del Estado alemán desde dentro". Según él ya no se trataba «de una cuestión de fe, sino de etnicidad». Tal y como lo veía para los judíos en Alemania sólo quedaban dos opciones: emigrar o quedar reducidos a la condición de «minoría nacional». 
Después de la formación del gobierno de concentración nacional bajo el liderazgo de Adolf Hitler el 30 de enero de 1933, Jung se convirtió en consultor político y redactor de discursos del vicecanciller del gabinete de coalición, Franz von Papen .

## Discurso de Marburgo
Escribió en 1934 el discurso de Marburgo, que fue pronunciado el 17 de junio por Papen en la Universidad de Marburgo. El discurso articuló la crítica del establishment conservador a la violencia del nazismo. El texto pretendía reafirmar el fundamento cristiano del Estado y la necesidad de evitar la agitación y la propaganda: "Es el momento", declaraba el discurso, "de unirnos en la amistad fraternal y el respeto hacia todos nuestros compatriotas, de no perturbar los trabajos de los hombres serios y de silenciar a los fanáticos". El NSDAP (partido nazi) prohibió que el discurso se publicara en la prensa.

## Muerte
Hitler ordenó personalmente el arresto de Jung. Fue arrestado por la Gestapo en su apartamento de Berlín, mientras hacía las maletas para huir a Suiza. Fue trasladado a la sede de la Gestapo en Prinz-Albrecht-Straße.  Fue allí, concretamente en el sótano, donde fue fusilado. Su cuerpo fue encontrado tirado en una zanja cerca de la ciudad de Uraniemburgo, cerca de Berlín, el 1 de julio. 

## Obras
El gobierno de lo inferior: su desintegración y eliminación a través de un nuevo Reich es su principal tratado político, publicado originalmente en 1930 como Die Herrschaft der Minderwertigen, ihr Zerfall und ihre Ablösung durch ein neues Reich (Inferiour es una ortografía obsoleta de "inferior").
Jung expresó sus puntos de vista de forma condensada en su libro An der Schwelle einer neuen Zeit (En el umbral de una nueva era). En sus 21 capítulos, abordó diversos temas, incluida la familia, la economía y la política demográfica.
En Sindtung der deutschen Revolution, escrita en 1933, a menos de un año de ser asesinado, declaró que "la violencia es un elemento de la vida" y que "una nación que se ha vuelto incapaz de emplear la violencia debe ser sospechosa de decadencia biológica". [fuente independiente requerida]